# Rewa (geografia)
Rewa, podwodzie – element rzeźby dna w strefie przybojów piaszczystych płytkowodnych wybrzeży. Jest to wał piaszczysty ze stromymi stokami odlądowymi o wysokości 0,5–2,5 metra i rozciągłości od kilkuset metrów do kilku kilometrów.
Występują seriami: dwa, trzy lub więcej wałów ciągnących się pasami równoległymi do siebie i do brzegu.